# Lễ hội Lào

Lễ hội ở Lào hay được gọi là Bun. Nghĩa đúng của Bun là phước. Làm Bun nghĩa là làm phước để được phước. Cũng như các bước trong khu vực Đông Nam Á, lễ hội tại đất nước Lào cũng chia làm 2 phần, phần lễ và phần hội. Lào là xứ sở của lễ hội, tháng nào trong năm cũng có. Mỗi năm có 4 lần tết: Tết Dương Lịch, Tết Nguyên Đán (như ở một số nước Á Đông), Tết Lào (Bun PiMay vào tháng 4) và Tết H'mong (tháng 12). Ngoài ra còn các lễ hội: Bun PhaVet (Phật hóa thân) vào tháng 1; Bun VisakhaPuya (Phật Đản) vào tháng 4; Bun BangPhay (pháo thăng thiên) vào tháng 5; Bun Khao PhanSa (mùa chay) vào tháng 7; Bun Khao Padapdin (tưởng nhớ người đã mất) vào tháng 9; Bun Suanghua (đua thuyền) vào tháng 10. Sau đây là một số lễ hội chính tại đất nước Lào.

## Bun That Luang
Lễ hội này diễn ra ở chùa That Luang và chùa Si Muong - cũng gồm 2 phần: phần lễ và phần hội.

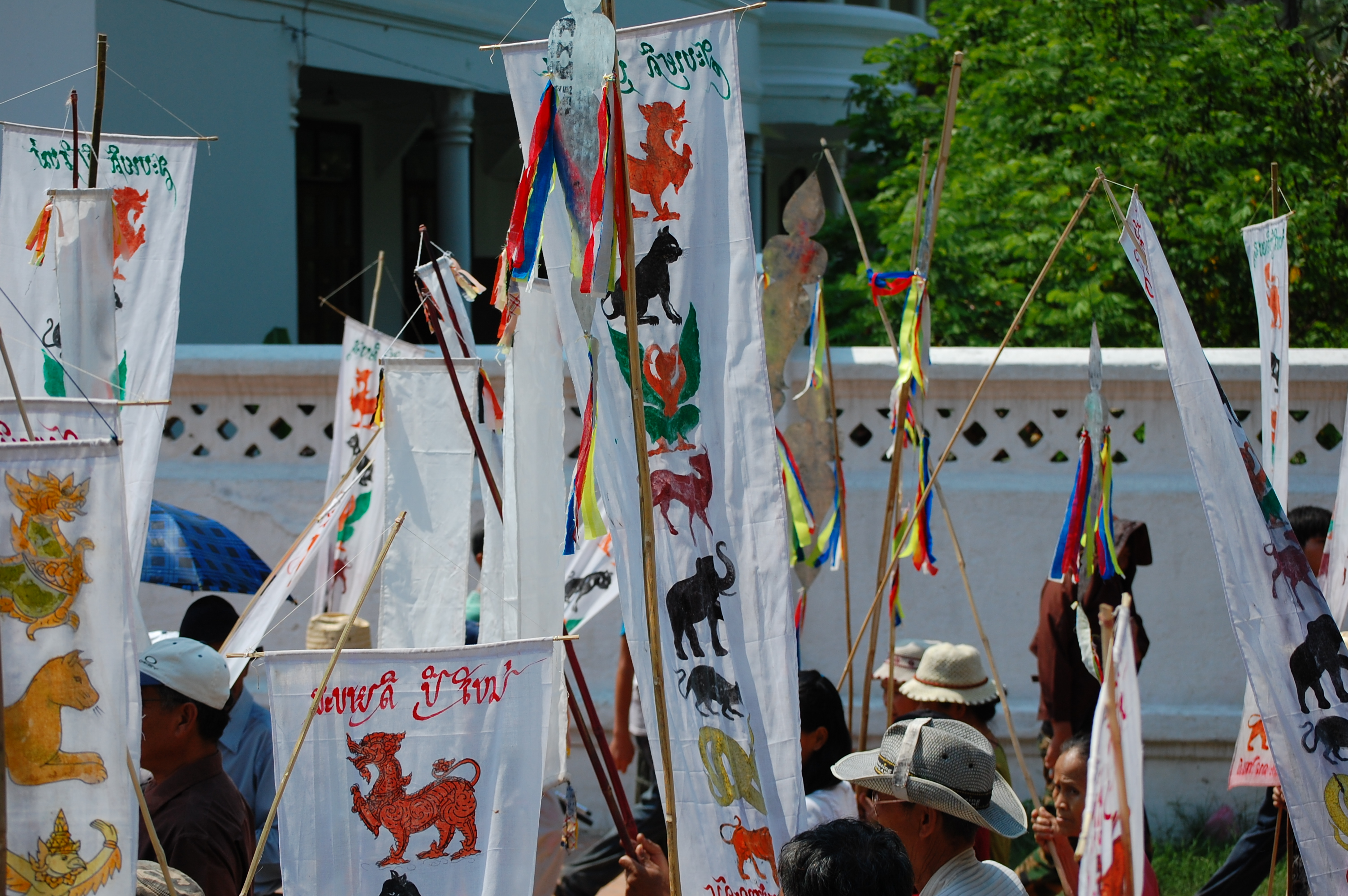
Lễ hội trong năm mới

### Phần lễ
Lễ là nghi thức tế tự do chính con người tưởng tượng ra để giao cảm với thần linh. Ngoài tính cách tín ngưỡng dân gian như nghi thức rước Phí Mương (thần bảo hộ tỉnh) từ Chùa Si Muong đến That Luang, lễ trong Boun That Luang còn mang ý nghĩa chính trị của Một Ngày Hội Thề. Từ thời vua Fa Ngum (thế kỷ 14) cho đến 1975, lễ nầy do quốc vương Lào làm chủ tế. Trong lễ Hội Thề người ta thấy có mặt đầy đủ chức sắc, đại biểu, tỉnh mường, làng bản trưởng được mời về bàn việc nước... và mỗi vị có một cái kiệu bằng sáp ong (hó phợng), xếp thành hàng ngang trước nơi hành lễ. Nhà sư chủ trì cầm một cuộn dây bằng sợi vải trắng đi vòng nối các tỉnh mường, làng bản lại với nhau. Biểu tượng nầy phản ánh sự cam kết trung thành, thống nhất, đoàn kết quốc gia, cấm chia rẽ.

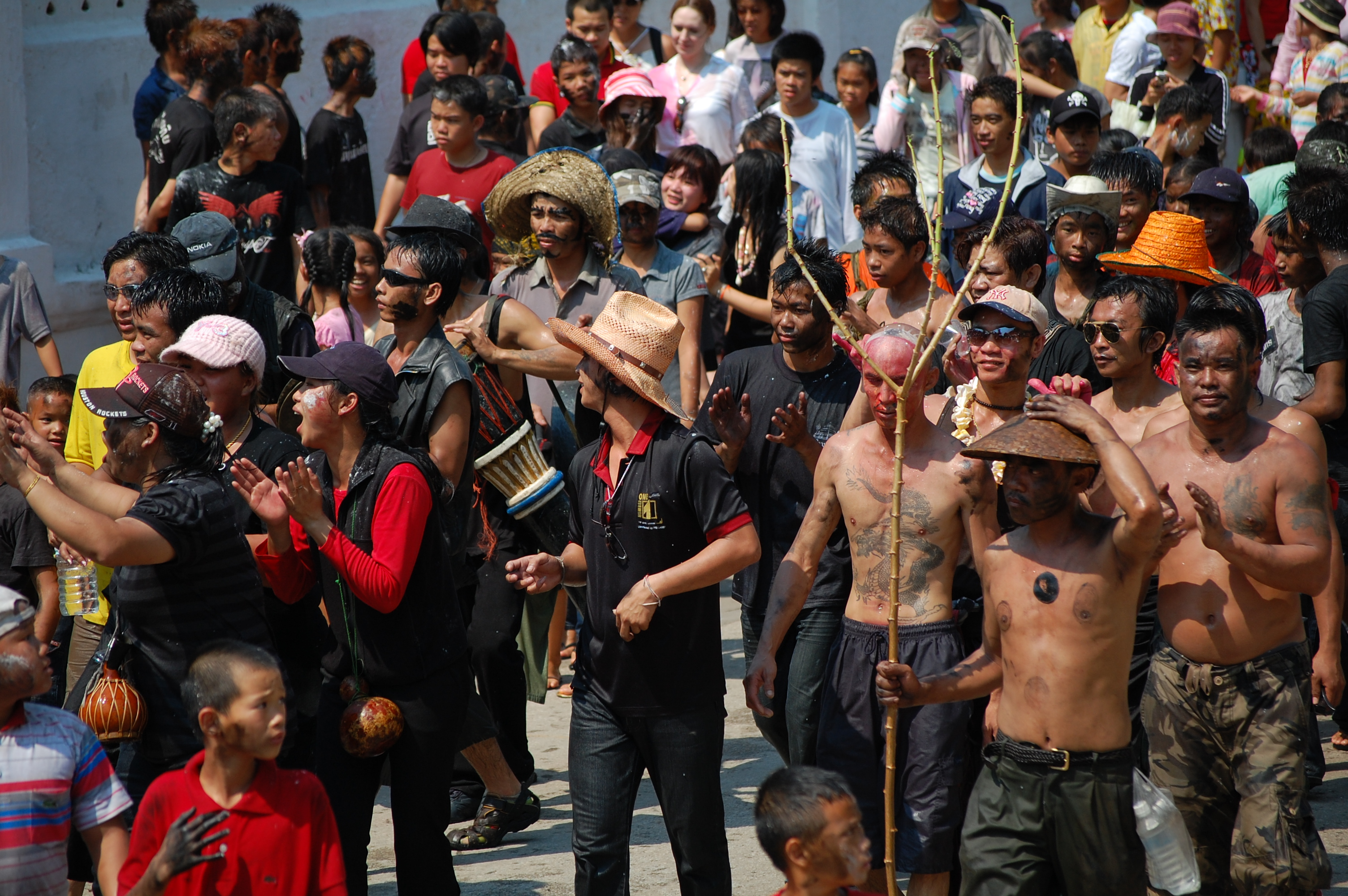
Đông đảo người dân Lào tham gia lễ hội

### Phần hội
Câu cửa miệng của người Lào là "Khôn Lao mặc muồn" (người Lào thích vui) được thể hiện rõ nét trong phần hội. Hội chủ yếu là vui chơi, giải trí dưới nhiều hình thức từ ẩm thực đến văn nghệ, văn hoá, thể thao, mua bán, triển lãm. Đặc biệt Bun That Luang cũng là thời điểm của Hội Chợ triển lãm tầm vóc quốc tế, kéo dài ba ngày, ba đêm.

## Bun Pi Mày

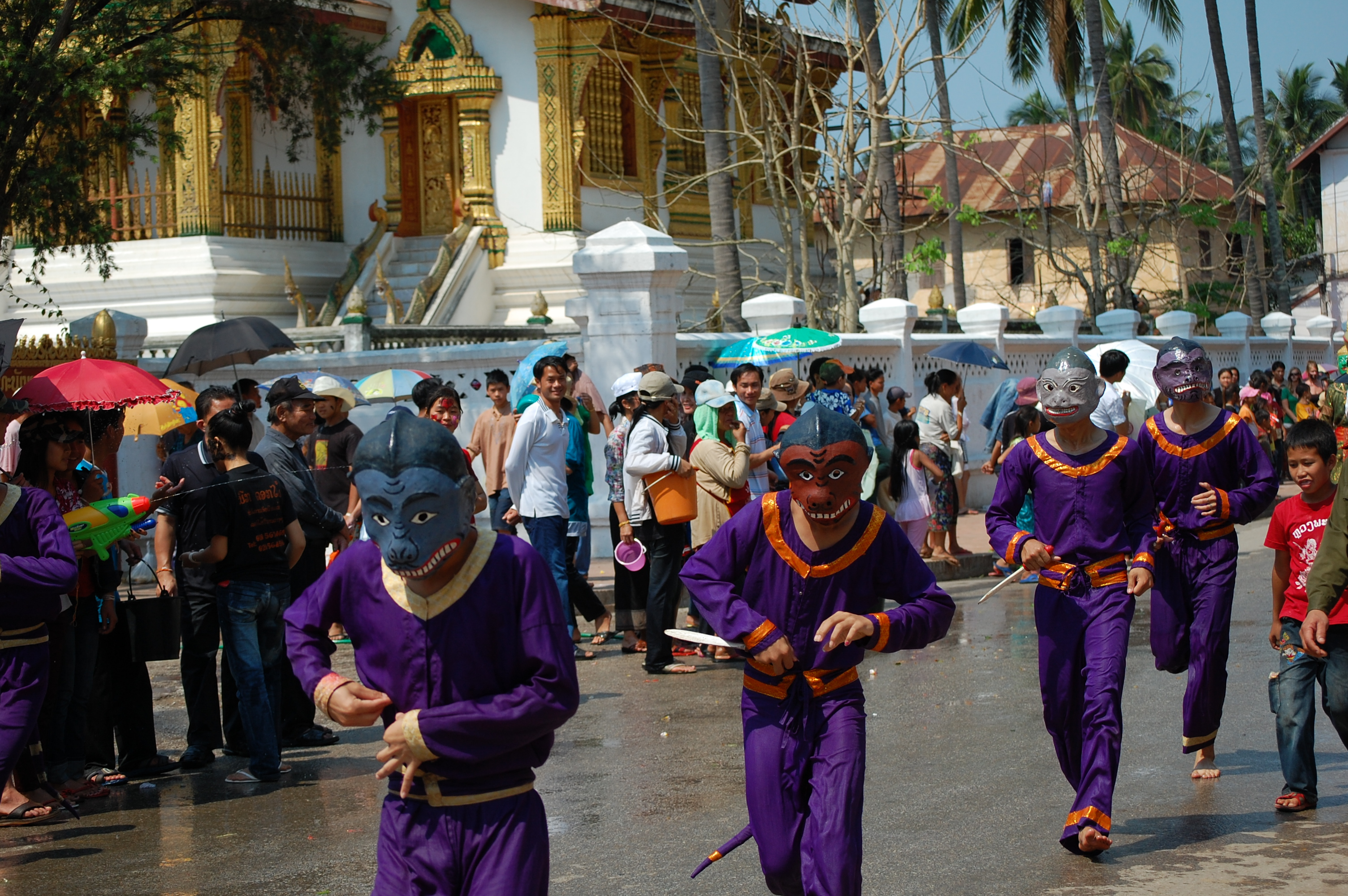
Hóa trang các nhân vật trong truyền thuyết trong lễ hội vào năm mới

Đây là Tết năm mới theo lịch cổ truyền ở Lào còn được gọi là Bunpimay,(Pi Mai, Pee Mai, Koud Song Kane hay Bunhot Nậm) có nghĩa là Hội té nước diễn ra từ 13 đến 15/4 hằng năm. Đây là Tết theo Phật lịch vì ở Lào, đạo Phật từ lâu đã trở thành quốc đạo. Người dân té nước để cầu may, bình yên cho cả năm. Cũng như người dân Thái Lan và Campuchia, lễ hội Bunpimay mang ý nghĩa đem lại sự mát mẻ, phồn vinh cho vạn vật, ấm no hạnh phúc thanh khiết hóa cuộc sống của con người. Bunpimay là dịp để nuôi dưỡng và hun đúc nghệ thuật dân tộc.

## Xem thêm

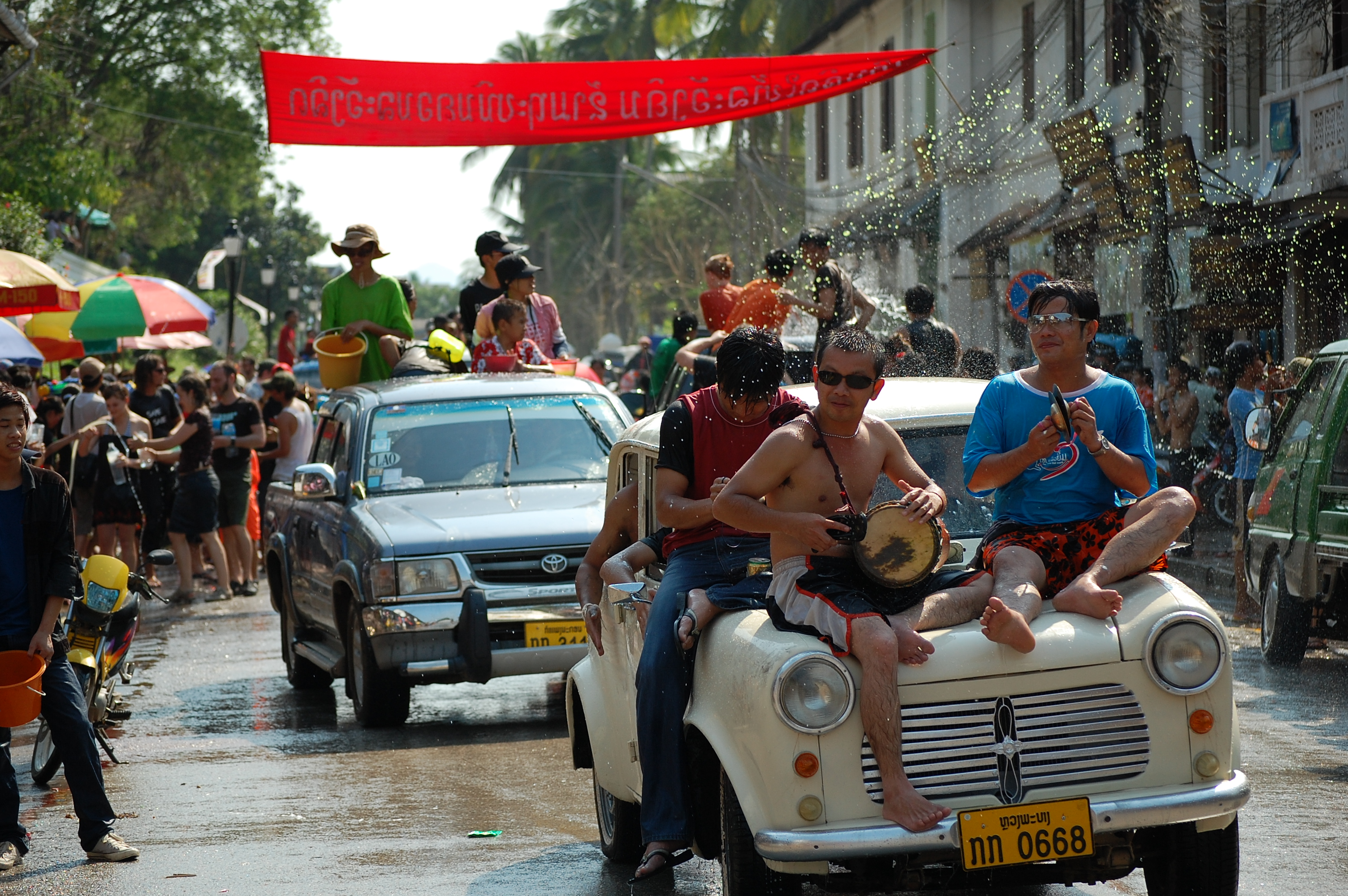
Lễ hội té nước